# 713

## Nașteri
- dată necunoscută: Al-Mansur  (d. 775)
- dată necunoscută: Ștefan cel Nou sfânt grec, martir al credinței (d. 764)